# Torre Comaro
La Torre Comaro o dels Pepos, al municipi de Xert, a la comarca del Baix Maestrat, és una torre de defensa, ubicada a la Rambla Cervera, davant de la "Masia dels Cantinells", que havia de formar part de les fortificacions i torres de vigilància i defensa del nucli poblacional. Com tota torre defensiva està catalogada, per declaració genèrica, com a Bé d'Interès Cultural, presentant anotació ministerial número: RI - 51-0012342, i data d'anotació quatre de juny de 2009, tal com figura a la Direcció General del Patrimoni Artístic de la Generalitat Valenciana.
Actualment és de propietat particular.
Es localitza a la part alta d'un turó, la qual se situa en un meandre al marge dret de la Rambla de Cervera, que discorre al nord del riu sec, molt a prop de l'anomenat assagador de la Font de l'Aguiló, que porta fins al nucli urbà d'Anroig, raval de Xert, situat a pocs metres de la torre.
La zona és boscosa, amb pins, oliveres i ametllers, malgrat la qual cosa des de la torre es pot contemplar la propera Torre del Molinar.

## Història
Xert és un terme municipal d'una antiga història, ja que en el seu territori, es conserven restes d'un important poblat de l'edat del bronze, l'anomenada "Mola Murada", que presenta un recinte fortificat amb restes d'habitacles al seu interior. Per la seva banda, el poble té origen musulmà, i va haver de ser reconquistat, per les tropes cristianes de Jaume I el Conqueridor a 1233. Es trobava en aquell moment sota la jurisdicció del castell de Cervera. Se li va concedir carta de poblament en 1235, i com va passar amb altres poblacions de la zona, va passar primer a ser propietat de l'Orde del Temple, per passar, posteriorment, a 1319, a l'Orde de Montesa fins al final dels senyorius, al segle xix.
En època de les Guerres Carlines, van tenir a la zona importants confrontacions, destacant la que va esdevenir l'any 1836.

## Descripció
Es tracta d'una antiga torre de vigilància que pot datar-se en època àrab. Com a conseqüència del seu actual estat d'abandonament, només queda de l'antiga torrassa les parets, i es troba envoltat d'arbreda, podent-se accedir-hi només camp a través. Per la seva localització possiblement es va aixecar per poder tenir un punt de vigilància que alertés de qualsevol aproximació que pogués realitzar-se des Catí o Morella.
Presenta una planta rectangular de 5,55 m en les seves cares nord i sud i 5,20 m en les seves cares est i oest. El sistema constructiu emprat és la maçoneria, amb carreus en cantonades, finestres i porta, per donar reforç a l'estructura. Per la seva estructura es pot deduir que l'altura va haver d'aconseguir els tres pisos, i la coberta, que possiblement era d'una vessant, recauria a la façana sud. La porta d'accés es troba a la façana est de la planta baixa, i presenta un arc de mig punt que presenta dovelles, i sobre el qual s'obre una finestra, també de carreu.
A la façana nord es poden contemplar dues finestres amb llinda, que són més grans, mentre que la que s'obre a la façana sud és de menors dimensions. Destaca la presència a les façanes est i oest. També hi ha restes de murs, construïts utilitzant el sistema de pedra en sec, que havien de formar algun tipus d'emmurallament.